# Conomitrium splachnoides
Conomitrium splachnoides là một loài Rêu trong họ Fissidentaceae. Loài này được (Broth.) Müll. Hal. mô tả khoa học đầu tiên năm 1900.